# Таємний камергер
Папський Камергер або Таємний Камергер Його Святості (італ. Cameriere di spada e cappa — Камергер Меча і Мантії) — одна з найвищих почестей, яку міг дарувати мирянам-католикам Папа Римський і яку часто надавали членам знатних сімей. Посада була головним чином почесним постом, але камергер служив папі римському протягом одного тижня на рік у період офіційних церемоній. Пост скасував у 1968 році папа римський Павло VI.
Багато з таємних камергерів представляли сім'ї, які довгий час служили при Папському дворі протягом кількох століть, у той час, як інші були призначені як вияв високої честі, одні з вищих, папство присуджувало католикам-мирянам (часто видатним політичним діячам або багатим благодійникам). Вони спочатку обиралися з членів італійських королівських і аристократичних сімей.
З часів папи римського Лева I (440—461) Папський Дім включав папських камергерів, які були особистими слугами при папі римському в його Особистих Апартаментах. Число папських камергерів ніколи не було великим, хоча їх близькість папі римському передбачала, що багато камергерів будуть мати знатні церковні кар'єри, а деякі були навіть призначені на єпископство. Їх привілеї були значними. Вони займали місце ex officio як графи Латерана, Лицарі Золотої Шпори (Орден Золотий Міліції), і знать Риму і Авіньйона. До II Ватиканського собору вони надавали особисту допомогу папі римському на офіційних державних заходах як члени Папського двору. Вони повинні були служити, принаймні один тиждень в році під час офіційних церемоній, і брали участь у папських процесіях позаду Sedia Gestatoria, кожен носив формальне придворне плаття і відрізнявся золотим службовим ланцюгом. Традиційно, Папські камергери іменувалися як «Високопреподобіє», а вищі ступені як «Преосвященство».
У церковній геральдиці, миряни удостоєні такої високої честі можуть показувати золотий ланцюг, що обрамляє їх герб.